# Bảo hiểm giá
Bảo hiểm giá hay phòng hộ giá (tiếng Anh: Hedge hay hedging) là một hình thức đầu tư phòng ngừa rủi ro được thực hiện với mục đích giảm rủi ro biến động giá bất lợi của một tài sản. Thông thường, bảo hiểm hedging được thiết lập bằng cách thực hiện một vị thế bù trừ hoặc chiều ngược lại với tài sản có liên quan cần bảo hiểm nhằm bù đắp các khoản lỗ hoặc lãi tiềm ẩn có thể phát sinh khi thị trường biến động bất lợi. Một phòng hộ có thể được xây dựng trên nhiều loại công cụ tài chính bao gồm cả chứng khoán, quỹ giao dịch hối đoái, bảo hiểm, hợp đồng kỳ hạn, hợp đồng hoán đổi, hợp đồng quyền chọn, và thậm chí cả cờ bạc, tuy nhiên công cụ phổ biến nhất để bảo hiểm giá phải kể đến các công cụ phái sinh, và hợp đồng tương lai.

## Phương thức hoạt động
Phương thức hoạt động của đầu tư bảo hiểm giá tương tự như cách hoạt động của một hợp đồng bảo hiểm tài sản. Người bảo hiểm không thể ngăn rủi ro nhưng có thể lập kế hoạch trước để giảm thiểu nguy hiểm trong trường hợp rủi ro xảy ra, trong trường hợp này là các rủi ro về biến động giá.
Ví dụ người nông dân trồng cà phê, họ chịu rủi ro khi tới thời điểm thu hoạch, giá cà phê giảm mạnh dẫn đến thua lỗ hoặc buộc phải bán tháo giá thấp để "giải cứu". Trong trường hợp này, người nông dân có nhu cầu bảo hiểm giá biến động xuống. Họ có thể thực hiện bảo hiểm giá bằng cách bán trước cà phê bằng công cụ phái sinh trên hợp đồng tương lai vào thời điểm thu hoạch (trong tương lai) trên thị trường hàng hóa phái sinh. Nếu đến thời điểm thu hoạch, giá cà phê giảm mạnh, cà phê vật chất buộc phải bán giá thấp nhưng lúc này hợp đồng cà phê trên thị trường phái sinh sẽ lãi và tạo thành khoản bù đắp cho khoản lỗ này. Nếu đến thời điểm thu hoạch giá cà phê tăng mạnh, người nông dân "lỗ" trên thị trường phái sinh nhưng giá bán cà phê vật chất sẽ bù đắp cho khoản lỗ này, trong bất cứ trường hợp nào người nông dân cũng đã hoàn thành giá bán kỳ vọng ở thời điểm thu hoạch. Ngược lại với người nông dân, doanh nghiệp chế biến cà phê có thể có nhu cầu bảo hiểm giá lên nhằm mục đích ổn định giá nguyên liệu đầu vào phục vụ sản xuất. Thay vì phải mua tích trữ lượng lớn cà phê nguyên liệu, chịu thêm các chi phí kho bãi, bảo quản... họ có thể thực hiện đầu tư bảo hiểm giá hedge bằng hợp đồng mua tương lai trên thị trường phái sinh (chiều ngược lại).
Trên thực tế, nghiệp vụ phòng hộ giá rất đa dạng, tùy theo đặc điểm từng loại tài sản cũng như thị trường sẽ có thể có các cách phòng hộ giá khác nhau để bảo hiểm cho tài sản cũng như danh mục mục đầu tư.

## Chiến lược bảo hiểm giá
Chiến lược bảo hiểm giá thường đề cập đến như một trong các chính sách quản lý rủi ro chung của một công ty kinh doanh về tài chính và hàng hóa vật chất. Thông thường, có thể phân loại các loại chiến lược bảo hiểm giá bao gồm:
Bảo hiểm trên Hợp đồng kỳ hạn: chiến lược bảo hiểm sử dụng công cụ là hợp đồng kỳ hạn giữa hai bên để mua hoặc bán tài sản vào một ngày xác định, với một mức giá cụ thể, bao gồm cả các hợp đồng như Hợp đồng hối đoái kỳ hạn, Hợp đồng kỳ hạn trao đổi lãi suất, ... trên các thị trường hàng hóa và tiền tệ.
Bảo hiểm trên Hợp đồng tương lai: đây là chiến lược bảo hiểm sử dụng công cụ là hợp đồng tương lai bao gồm các hợp đồng tương lai tiền tệ, hợp đồng tương lai hàng hóa... trên các thị trường hàng hóa và tiền tệ.
Bảo hiểm trên Thị trường tiền tệ: đây là hình thức bảo hiểm trên thị trường tiền tệ, nơi diễn ra các hoạt động mua, bán, cho vay và đi vay ngắn hạn với kỳ hạn dưới một năm. Công cụ bảo hiểm trên thị trường này bao gồm cả các hợp đồng như hợp đồng quyền chọn Covered Calls để bảo hiểm về cổ phiếu, và các loại hợp đồng khác trên thị trường tiền tệ.
Bảo hiểm Cá cược: đây là các chiến lược bảo hiểm trên thị trường cá cược thể thao hoặc kết quả bầu cử.